# Продиджи
Продиджи (The Prodigy или само Prodigy – на английски означава „чудо, феномен“) е английска група, създадена през 1990 година от Лиъм Хаулет. Заедно с артисти като The Chemical Brothers и Fatboy Slim се считат за основоположници на жанра биг бийт, който достига пик на комерсиална популярност в края на 90-те години на 20 век. Групата включва Лиъм Хаулет (композитор и клавирни), Кийт Флинт (танцьор и вокал) (до смъртта му през 2019 г.), Лео Крабтрий (ударни) и Максим (МС и вокал). При създаването в бандата са още Лирой Торнхил (танцьор) и вокалистката и танцьорка Шарки. Те напускат съответно през 2000 и в самото начало през 1991.
По време на почти 25-годишната си история Продиджи продават над 25 милиона копия от музиката си по целия свят и са носители на множество награди, между които две награди „Брит“ и пет на „МТВ“. Номинирани са и за две награди „Грами“.
В стилово отношение бандата съчетава рейв, хардкор техно, индъстриъл и брекбийт в ранните си години, докато достигне до биг бийт, рок и пънк елементи в по-късния си период. Макар и да произлизат от ъндърграунд рейв теченията в началото на 1990-те, в хода на съществуването си групата придобива световна слава, разпознаваемост и признание. Продиджи посещават България три пъти:
- на 28 август 1999 година на стадион „Академик“ в София.[1]. Тогава първоначалната дата 1 май е отменена, заради войната в Косово.
- на 13 август 2010 година в рамките на фестивала Spirit of Burgas в Бургас и след две години на 4 август отново на същото събитие.

## Началото
Лиъм Хоулет през ваканцията работи из строежите на баща си (богат строителен предприемач, който иска да научи сина си на труд). Със събраните пари купува синтезатор и малък пулт. Започва да миксира собствени неща вкъщи. Синтезаторът не е голям проблем за него, защото е свирил 8 години на пиано. С показаните умения си извоюва работа като диджей в клуб „The Barn“ (Плевнята). Лийрой Торнхил и Кийт Флинт се запознават там с него и предлагат на Лиъм да танцуват върху парчетата, докато той свири. По-късно са ангажирани за първи концерт на живо в Labyrinth в Лондон, където се запознават с Кейт Палмър (с псевдоним Maxim Reality). Тъй като все още нямат вокал, го канят в групата. През следващите месеци пътуват из Англия и изнасят концерти в различни клубове. Броят на посетителите варира от 5 до 12 хиляди. В края на 1990 година Холует успява да издейства договор към звукозаписната компания Екс Ел Рекордингс. Групата издава между 1990 и 1992 четири сингъла, които се оказват успешни. Това им дава възможност да експериментират с музиката си и да запишат студиен албум. „Music for the Jilted Generation“ излиза на пазара през 1994 година и се класира директно на 1-во място в английските чартове. Успехът на албума е толкова голям и неочакван, че Продиджи са номинирани за най-добра денс група за 1994 от MTV.

## Членове

### Кийт Палмър
Роден е на 21 март 1967 в Питърбъро, Англия. Мрази да го наричат Кийт (Keith) и предпочита Кийти (Keeti). Слага си псевдоним Maxim Reality. Казва, че няма нищо общо с него, но му звучи много добре. Още от 14-годишна възраст, започва да се занимава с МС. Учи се от по-големия си брат (MC Starky Ban Tan), който пее реге. По-късно Максим започва да пее с London reggae group, но този проект безславно се разпада. Максим през това време пише текстове и музика, някои от които никога не виждат бял свят. По-късно се среща със своя приятел Зиги (Ziggy), много влиятелен човек в рейв средите в Есекс. Зиги по-късно ще стане първият мениджър на Продиджи. Така Продиджи се оформят, вече имат звук, имат хореография, но нямат глас. Лиъм се съгласява да даде шанс на Кийти и с гласа си, силен над 100 децибела, заема мястото си в проекта Продиджи. Максим обича да се облича с пола, а има и платинени зъби. Оприличават го на получовек-получудовище, особено след като го виждат и с лещи тип „котешко око“. Женен е и има едно момиченце – Кай.

### Кийт Флинт
Роден е на 17 септември 1969 в Брейнтрий, графство Есекс. „Лудия“ от Продиджи, както е известен. В училище е пълен отличник, но след това се отказва от активното учение и започва да се занимава усилено със своите страсти – музика и мотори. От там се запознава и с Лийрой Торнхил, негов приятел, а по-късно и колега в групата. След като Кийт изчезва безследно от къщи и прави с рокери мотопътешествие чак до Африка, бива изгонен от тях и живее при гаджето си Шарки. Неговата страст с моторите не затихва през времето и дори участва в SuperBike сериите, като през лятото на 1998 чупи рекорд за най-бърза скорост от 160 мили в час. Плейбоят на Продиджи и заклет ерген Кийт Флинт се жени за Маюми Кай през 2006 г. като двойката е разделена по време на смъртта му през 2019г.. Като солопроект участва в собствената си група Flint. На 4 март 2019 г., малко след 8:10 сутринта, Кийт е открит мъртъв от полицаи пристигнали по сигнал в дома му в Норт Енд, близо до Грейт Дънмоу, Есекс. Съгласно резултатите и заключенията от официалното разследване публикувани на 8 май 2019 г. смъртта е настъпила в следствия на обесване, като няма достатъчно доказателства, за да се заключи, че става въпрос за самоубийство.

### Лийрой Торнхил
Роден е на 8 октомври 1970. Най-високият член на групата – висок е 2 метра. В юношеските си години започва да танцува брейк. От малък се увлича по танците и е ревностен фен на Джеймс Браун, който оказва влияние на музикалните му предпочитания. Обича футбол, дори играе в първенството на попзвездите. Напуска Продиджи през 2000 година напълно цивилизовано, без скандали и шум, и се отдава на соловата си кариера, като не спира да помага с идеи на Продиджи. Озаглавява проекта си Flightcrank.

## Дискография

### Албуми
Experience (1992)
1. „Jericho“ – 3:42
2. „Music Reach 1/2/3/4“ – 4:12
3. „Wind It Up“ – 4:33
4. „Your Love (Remix)“ – 5:30
5. „Hyperspeed (G-Force Part 2)“ – 5:16
6. „Charly (Trip into Drum and Bass Version)“ – 5:12
7. „Out of Space“ – 4:57
8. „Everybody in the Place (155 and Rising)“ – 4:10
9. „Weather Experience“ – 8:06
10. „Fire (Sunrise Version)“ – 4:57
11. „Ruff in the Jungle Bizness“ – 5:10
12. „Death of the Prodigy Dancers (Live)“ – 3:43

„Experience Expanded“ Disc 2 (2001)
1. „Your Love“ – 6:02
2. „Ruff In The Jungle Bizness (Uplifting Vibes Remix)“ – 4:16
3. „Charly (Alley Cat Remix)“ – 5:21
4. „Fire (Edit)“ – 3:24
5. „We Are The Ruffest“ – 5:18
6. „Weather Experience (Top Buzz Remix)“ – 6:53
7. „Wind It Up (Rewound)“ – 6:21
8. „G-Force (Energy Flow)“ – 5:23
9. „Crazy Man“ – 4:08
10. „Out Of Space (Techno Underworld Remix)“ – 4:44
11. „Everybody In The Place (Fairground Remix)“ – 5:07

Music for the Jilted Generation (1994)
1. „Intro“ – 0:45
2. „Break & Enter“ – 8:24
3. „Their Law“ – 6:40
4. „Full Throttle“ – 5:02
5. „Voodoo People“ – 6:27
6. „Speedway“ (Theme from Fastlane) – 8:56
7. „The Heat (The Energy)“ – 4:27
8. „Poison“ – 6:42
9. „No Good (Start the Dance)“ – 6:17
10. „One Love“ (Edit) – 3:53
11. „3 Kilos“ – 7:26
12. „Skylined“ – 5:56
13. „Claustrophobic Sting“ – 7:13

The Fat of the Land (1997)
1. „Smack My Bitch Up“ – 5:42
2. „Breathe“ – 5:35
3. „Diesel Power“ – 4:17
4. „Funky Shit“ – 5:16
5. „Serial Thrilla“ – 5:11
6. „Mindfields“ – 5:40
7. „Narayan“ – 9:05
8. „Firestarter“ – 4:40
9. „Climbatize“ – 6:36
10. „Fuel My Fire“ – 4:19
11. „Molotov Bitch“ (бонус песен за Япония) – 4:54
12. „No Man Army“ (бонус песен за Япония) – 4:45

Always Outnumbered, Never Outgunned (2004)
1. „Spitfire“ – 5:07
2. „Girls“ – 4:06
3. „Memphis Bells“ – 4:28
4. „Get Up Get Off“ – 4:19
5. „Hotride“ – 4:35
6. „Wake Up Call“ – 4:55
7. „Action Radar“ – 5:32
8. „Medusa's Path“ – 6:08
9. „Phoenix“ – 4:38
10. „You'll Be Under My Wheels“ – 3:56
11. „The Way It Is“ – 5:45
12. „Shoot Down“ – 4:28

Invaders Must Die (2009)
1. „Invaders Must Die“ – 4:55
2. „Omen“ – 3:36
3. „Thunder“ – 4:08
4. „Colours“ – 3:27
5. „Take Me to the Hospital“ – 3:39
6. „Warrior's Dance“ – 5:12
7. „Run with the Wolves“ – 4:24
8. „Omen Reprise“ – 2:14B
9. „World's on Fire“ – 4:50
10. „Piranha“ – 4:05
11. „Stand Up“ – 5:35

бонус парчета в японската версия:
1. „Black Smoke“ – 3:26
2. „Fighter Beat“ – 3:32

бонус парчета в Deluxe версията:
1. „The Big Gundown“ – 4:21
2. „Black Smoke“ – 3:26
3. „Wild West“ – 4:15
4. „Fighter Beat“ – 3:32

### Сингли
| Година | Заглавие                                                           | Албум                               | Billboard Hot 100 | Singles Chart | ARIA Charts |    |   | Number-one dance hits |
| ------ | ------------------------------------------------------------------ | ----------------------------------- | ----------------- | ------------- | ----------- | -- | - | --------------------- |
| 1991   | „What Evil Lurks“                                                  | —                                   | —                 | —             | —           | —  | — | —                     |
| 1991   | „Charly“                                                           | Experience                          | —                 | 3             | —           | —  | — | —                     |
| 1991   | „Everybody in the Place“                                           | Experience                          | —                 | 2             | —           | —  | — | —                     |
| 1992   | „Fire/Jericho“                                                     | Experience                          | —                 | 11            | —           | —  | — | —                     |
| 1992   | „Out of Space“                                                     | Experience                          | —                 | 5             | —           | —  | — | —                     |
| 1993   | „Wind It Up (Rewound)“                                             | Experience                          | —                 | 11            | —           | —  | — | —                     |
| 1993   | „One Love“                                                         | Music for the Jilted Generation     | —                 | 8             | —           | —  | — | —                     |
| 1994   | „No Good (Start the Dance)“                                        | Music for the Jilted Generation     | —                 | 4             | 45          | 7  | — | —                     |
| 1994   | „Voodoo People“                                                    | Music for the Jilted Generation     | —                 | 13            | 24          | —  | — | —                     |
| 1995   | „Poison“                                                           | Music for the Jilted Generation     | —                 | 15            | —           | 5  | — | —                     |
| 1996   | „Firestarter“                                                      | The Fat of the Land                 | 30                | 1             | 22          | 1  | 1 | —                     |
| 1996   | „Breathe“                                                          | The Fat of the Land                 | —                 | 1             | 2           | 1  | 1 | —                     |
| 1996   | „Smack My Bitch Up“                                                | The Fat of the Land                 | 89                | 8             | 41          | 8  | — | —                     |
| 2002   | „Baby's Got a Temper“                                              | —                                   | 21                | 4             | 36          | 13 | 7 | —                     |
| 2004   | „Girls/Memphis Bells“                                              | Always Outnumbered, Never Outgunned | —                 | —             | —           | —  | — | —                     |
| 2004   | „Girls“                                                            | Always Outnumbered, Never Outgunned | —                 | 19            | —           | —  | — | —                     |
| 2004   | „Hotride“                                                          | Always Outnumbered, Never Outgunned | —                 | 60            | —           | —  | — | —                     |
| 2005   | „Spitfire“                                                         | Always Outnumbered, Never Outgunned | —                 | —             | —           | —  | — | 1                     |
| 2005   | „Voodoo People (Pendulum Remix)/Out of Space (Audio Bullys Remix)“ | Their Law: The Singles 1990 – 2005  | —                 | 20            | —           | 20 | — | 1                     |
| 2008   | „Invaders Must Die“                                                | Invaders Must Die                   | —                 | -             | —           | -  | — | -                     |
| 2009   | „Omen“                                                             | Invaders Must Die                   | —                 | 4             | —           | -  | — | -                     |
| 2009   | „Warrior's Dance“                                                  | Invaders Must Die                   | —                 | 9             | —           | -  | — | -                     |
| 2009   | „Take Me To The Hospital“                                          | Invaders Must Die                   | —                 | 38            | —           | -  | — | -                     |
| 2009   | „Invaders“                                                         | Invaders Must Die                   | —                 | -             | —           | -  | — | -                     |